# Talang (Got Talent)
Talang – szwedzka wersja talent show Got Talent.

## Podsumowanie edycji
| Rok  | Okres trwania            | Zwycięzca                                | Sędziowie                                                     | Prezenterzy                               |
| ---- | ------------------------ | ---------------------------------------- | ------------------------------------------------------------- | ----------------------------------------- |
| 2007 | 13 kwietnia – 1 czerwca  | Zillah & Totte (brzuchomówca)            | Bert Karlsson Hanna Hedlund Tobbe Blom                        | Peppe Eng                                 |
| 2008 | kwiecień 2008 – maj 2008 | Zara Larsson (śpiew)                     | Bert Karlsson Sofia Wistam Tobbe Blom                         | Peppe Eng Kodjo Akolor                    |
| 2009 | 3 kwietnia – 12 czerwca  | Charlie Caper (magik)                    | Bert Karlsson Charlotte Perrelli Johan Pråmell                | Tobbe Blom Markoolio                      |
| 2010 | 2 kwietnia – 4 czerwca   | Jill Svensson (śpiew operowy)            | Bert Karlsson Charlotte Perrelli Johan Pråmell                | Tobbe Blom Markoolio                      |
| 2011 | 1 kwietnia – 10 czerwca  | Simon Westlund (układanie kostki Rubika) | Bert Karlsson Charlotte Perrelli Henrik Fexeus                | Tobbe Blom Markoolio                      |
| 2014 | 28 lutego – 18 maja      | Jon Henrik Fjällgren (joik)              | Robert Achberg Carolina Gynning Shirley Clamp Tobias Karlsson | Adam Alsing Malin Gramer                  |
| 2017 | 18 marca – 19 maja       | Ibrahim Nasrullayev (śpiew)              | Alexander Bard David Batra Kakan Hermansson LaGaylia Frazier  | Pär Lernström Kristina "Keyyo" Petrushina |
| 2018 | 12 stycznia – 16 marca   | Madeline Hilleard (śpiew operowy)        | Alexander Bard David Batra Bianca Ingrosso LaGaylia Frazier   | Pär Lernström Kristina "Keyyo" Petrushina |
| 2019 | 11 stycznia – 15 marca   | Mikeal Holm (śpiew)                      | Alexander Bard David Batra Bianca Ingrosso LaGaylia Frazier   | Pär Lernström Samir Badran                |
| 2020 | 10 stycznia – 13 marca   | Lizette Olausson i Lotus (psi freestyle) | Alexander Bard David Batra Bianca Ingrosso LaGaylia Frazier   | Pär Lernström Samir Badran                |
| 2021 | 15 stycznia – 19 marca   | Johan Ståhl (iluzjonista)                | David Batra Sarah Dawn Finer Bianca Ingrosso Edward af Sillén | Pär Lernström Samir Badran                |
| 2022 | 14 stycznia – 18 marca   | Aron Eriksson-Aras (śpiew)               | David Batra Sarah Dawn Finer Bianca Ingrosso Edward af Sillén | Pär Lernström                             |
| 2023 | 13 stycznia – 17 marca   | Pontus Lindman (magik)                   | David Batra Helena Bergström Johanna Nordström Viktor Norén   | Pär Lernström                             |